# Куэро, Маурисио
Маурисио Андрес Куэро Кастильо (англ. Mauricio Andrés Cuero Castillo; род. 28 января 1993 года, Тумако, Колумбия) — колумбийский футболист, вингер клуба «Бельграно».

## Клубная карьера
Куэро — воспитанник клуба «Ла Экидад». 23 октября 2011 года в матче против «Индепендьенте Медельин» он дебютировал в Кубке Мустанга. В 2011 году Куэро помог команде занять второе место в чемпионате. 20 июня 2012 года в поединке Кубка Колумбии против «Боготы» Маурисио забил свой первый гол за «Ла Экидад». В начале 2014 года Куэро на правах аренды перешёл в румынский «Васлуй». 23 февраля в матче против ЧФР Клуж он дебютировал в чемпионате Румынии. Летом того же года Маурисио на правах аренды присоединился к аргентинскому «Олимпо». 16 августа в поединке против «Тигре» он дебютировал в аргентинской Примере. 8 ноября в матче против «Кильмеса» Куэро забил свой первый гол за «Олимпо».
В начале 2015 года Маурисио на правах аренды перешёл в «Банфилд». 15 февраля в матче против «Темперлей» он дебютировал за новую команду. 21 февраля в поединке против «Атлетико Рафаэла» Куэро забил свой первый гол за «Банфилд».
В начале 2016 года Маурисио перешёл в испанский «Леванте», подписав контракт на три года. Сумма трансфера составила 3,2 млн. евро, что стало рекордной суммой для валенсийского клуба. 9 января в матче против «Райо Вальекано» он дебютировал в Ла Лиге.
Летом того же года Куэро перешёл в мексиканский «Сантос Лагуна». 8 августа в матче против «Пуэблы» он дебютировал в мексиканской Примере, заменив во втором Фреди Инестросу. В поединке против «Некаксы» Маурисио забил свой первый гол за «Сантос Лагуна». Летом 2017 года Куэро на правах аренды перешёл в «Тихуану». 22 июля в матче против «Крус Асуль» он дебютировал за новую команду.

## Международная карьера
В 2013 году в составе молодёжной сборной Колумбии Куэро выиграл молодёжном чемпионате Южной Америки в Аргентине. На турнире он сыграл в матчах против команд Боливии, Эквадора, Уругвая, Перу, Аргентины а также дважды Парагвая и Чили.

## Титулы и достижения
- Чемпион Парагвая (2): Апертура 2018, Клаусура 2018
- Финалист Кубка Парагвая (1): 2018
- Чемпион Южной Америки среди молодёжи (1): 2013